# Sura (Alcorà)
Una sura (àrab: سورة, sūra) és cadascun dels 114 capítols en què es divideix l'Alcorà, el llibre sagrat de l'islam. Es designen pel seu número (a vegades indicat en xifres romanes), seguit del número de l'aleia o versicle. La tradició musulmana els ha donat títols (per exemple, El viatge nocturn, La llum, Les dones o La vaca), basats en paraules extretes del capítol, però que sovint no donen cap indicació sobre el seu contingut. També s'indica si van ser revelades a la Meca o a Medina.

## Llargària
La llargària d'aquests capítols és desigual: el més curt consta de tres aleies i el més llarg de 286; es presenten en ordre decreixent en relació amb l'extensió, no en l'ordre cronològic de la revelació rebuda pel profeta Muhàmmad. No obstant això, la primera sura (Al-fàtiha, L'obertura) és molt breu i té un estatut especial: es presenta com una invocació i és recitada cada cop que es comença una oració.

## Contingut
Segons el seu contingut, es distingeixen dues grans categories de sures: les que corresponen al període de la Meca i les del període de Medina: les primeres, en general més curtes i poètiques, tracten més aviat de la relació amb Déu, la fe i l'espiritualitat, mentre que les segones, més llargues, aprofundeixen l'aspecte normatiu i en les relacions socials. Tot i així, certes parts d'una mateixa sura haurien estat revelades en moments i en llocs diferents.

## Abrogació
A causa de l'ordenació basada en la llargària, es produeix la paradoxa que les sures de Medina, que cronològicament són les més recents, estan situades abans de les de la Meca. Un problema derivat d'aquest fet és que existeixen prescripcions religioses o legals que varien al llarg del text, perquè van ser formulades d'una manera i van ser rectificades més endavant. Per exemple, respecte al consum d'alcohol, primer es diu que en això hi ha coses "bones i dolentes" i després es prohibeix de manera taxativa. Seria lògic considerar l'última prescripció com la vàlida; tanmateix, com que el text no és ordenat cronològicament, no es pot determinar amb precisió quina va ser l'última prescripció. Per a fer-ho, ha calgut aplicar un gran treball d'exegesi que ha donat lloc una disciplina anomenada "ciència del [versicle] abrogant i del [versicle] abrogat".

## Bàsmala
Totes les sures estan precedides per la bàsmala, una fórmula ritual que diu: «En el nom de Déu, el Clement, el Misericordiós» (bi-smi L·lahi r-Rahmani r-Rahimi), excepte la novena (At-tawba, El penediment). La majoria dels exegetes del Llibre, entre ells Uthman ibn Affan, pensen que aquesta excepció es deu al fet que el seu contingut està connectat a la sura anterior, Els botins de guerra, i que en temps de Muhàmmad aquestes sures s'anomenaven Les dues que van juntes (Al-qaribatan), fins al punt que hi havia discrepància sobre si calia diferenciar-les. D'altra banda, Alí ibn Abi-Tàlib assegura que la bàsmala és una garantia de seguretat, mentre que aquesta sura conté aleies que parlen de la lluita i per això no comença amb aquesta fórmula. La bàsmala no compta com a versicle, és a dir, que no està numerada excepte en l'Al-fàtiha.

## Lletres enigmàtiques
Les muqàttaat (àrab: العمقطعات, al-muqaṭṭaʿāt, literalment ‘les tallades, les fragmentades, les trossejades’) són unes «lletres enigmàtiques» que apareixen combinades de manera diferent a l'inici de 29 sures. El seu sentit no és clar i molts musulmans les consideren un missatge diví secret. També se les anomena fawàtih (àrab: فواتح, fawātiḥ, ‘les que obren’), ja que formen l'aleia d'obertura de les seves sures respectives.